# Japan Football League 2007
Die Japan Football League 2007 war die neunte Spielzeit der japanischen Japan Football League. An ihr nahmen achtzehn Vereine teil. Die Saison begann am 18. März und endete am 2. Dezember 2007.
Sagawa Express FC gewann die Meisterschaft. Die außerordentlichen J.-League-Mitglieder Rosso Kumamoto und FC Gifu stiegen in die J. League Division 2 2008 auf. Durch die beiden J2-Aufsteiger und durch die Fusion von ALO's Hokuriku und YKK AP SC zur folgenden Saison gab es am Ende der Spielzeit keine Absteiger in die Regionalligen.

## Modus
Die Vereine trugen ein einfaches Doppelrundenturnier aus. Für einen Sieg gab es drei Punkte; bei einem Unentschieden erhielt jede Mannschaft einen Zähler. Die Tabelle einer jeden Halbserie wurde also nach den folgenden Kriterien erstellt:
1. Anzahl der erzielten Punkte
2. Tordifferenz
3. Erzielte Tore
4. Ergebnisse der Spiele untereinander
5. Entscheidungsspiel oder Münzwurf

Für den Aufstieg in die J. League Division 2 2008 kamen nur Vereine in Frage, welche die Außerordentliche Mitgliedschaft der J. League besaßen, am Ende der Saison innerhalb der ersten Vier der Tabelle abschlossen und einer finalen Überprüfung durch die J. League standhielten.
Die beiden schlechtesten Mannschaften sollten ursprünglich direkt in die Regionalligen absteigen, zudem waren für den Sechzehnten Relegationsspiele gegen den Drittplatzierten der Regionalligen-Finalrunde vorgesehen. Durch die Fusion von ALO's Hokuriku und YKK AP SC zur folgenden Saison und gleich zwei Aufsteigern in die J. League wurde der Abstieg am Ende der Saison jedoch komplett ausgesetzt.

## Teilnehmer
Insgesamt nahmen achtzehn Mannschaften an der Saison teil. Nicht mehr dabei war Honda Lock SC, die als Tabellenletzter in Relegationsspielen gegen FC Gifu, Zweiter der Regionalligen-Finalrunde 2006, antreten mussten und beide Spiele klar verloren. Neben Gifu stieg zudem TDK SC als Meister der RL-Finalrunde direkt auf; der Verein profitierte von der Fusion der beiden Firmenteams von Sagawa Express, wodurch ein Platz in der Spielklasse wurde.
Vor Beginn dieser Saison erhielten nach Rosso Kumamoto mit FC Gifu, SC Tottori und Tochigi SC drei weitere Vereine den Status eines außerordentlichen J.-League-Mitglieds. Im Fall von SC Tottori führte dies zu einer Namensänderung, die Mannschaft trat in der neuen Saison als Gainare Tottori an. Neben Gainare benannte sich auch JEF Club, die Reservemannschaft von J.-League-Verein JEF United Ichihara Chiba, offiziell in JEF Reserves um.
| Verein                         | Stadt/Region        | Bemerkungen                                        |
| ------------------------------ | ------------------- | -------------------------------------------------- |
| ALO's Hokuriku                 | Toyama, Toyama      |                                                    |
| Arte Takasaki                  | Takasaki, Gunma     |                                                    |
| Gainare Tottori                | Yonago, Tottori     |                                                    |
| FC Gifu                        | Gifu, Gifu          | Zweitplatzierter der Regionalligen-Finalrunde 2006 |
| Honda FC                       | Hamamatsu, Shizuoka |                                                    |
| JEF Reserves                   | Chiba, Chiba        |                                                    |
| FC Kariya                      | Kariya, Aichi       |                                                    |
| Mitsubishi Motors Mizushima FC | Kurashiki, Okayama  |                                                    |
| Rosso Kumamoto                 | Kumamoto, Kumamoto  |                                                    |
| FC Ryūkyū                      | Okinawa, Okinawa    |                                                    |
| Ryūtsū Keizai University FC    | Ryūgasaki, Ibaraki  |                                                    |
| Sagawa Express SC              | Moriyama, Shiga     |                                                    |
| Sagawa Printing SC             | Mukō, Kyōto         |                                                    |
| Sony Sendai FC                 | Tagajō, Miyagi      |                                                    |
| TDK SC                         | Nikaho, Akita       | Gewinner der Regionalligen-Finalrunde 2006         |
| Tochigi SC                     | Utsunomiya, Tochigi |                                                    |
| YKK AP SC                      | Kurobe, Toyama      |                                                    |
| Yokogawa Musashino FC          | Musashino, Tokio    |                                                    |

## Statistik

### Tabelle
| Pl.                    | Verein                         | Sp. | S  | U  | N  | Tore    | Diff. | Punkte |
| ---------------------- | ------------------------------ | --- | -- | -- | -- | ------- | ----- | ------ |
| 1.                     | Sagawa Express SC (F)          | 34  | 26 | 5  | 3  | 081:310 | +50   | 83     |
| 2.                     | Rosso Kumamoto                 | 34  | 21 | 6  | 7  | 065:340 | +31   | 69     |
| 3.                     | FC Gifu (N)                    | 34  | 17 | 9  | 8  | 045:310 | +14   | 60     |
| 4.                     | ALO's Hokuriku                 | 34  | 16 | 11 | 7  | 050:350 | +15   | 59     |
| 5.                     | Honda FC                       | 34  | 16 | 10 | 8  | 061:420 | +19   | 58     |
| 6.                     | YKK AP SC                      | 34  | 16 | 7  | 11 | 060:530 | +7    | 55     |
| 7.                     | Yokogawa Musashino FC          | 34  | 16 | 6  | 12 | 050:440 | +6    | 54     |
| 8.                     | Tochigi SC                     | 34  | 14 | 10 | 10 | 043:290 | +14   | 52     |
| 9.                     | JEF Reserves                   | 34  | 14 | 10 | 10 | 050:450 | +5    | 52     |
| 10.                    | Ryūtsū Keizai University FC    | 34  | 15 | 5  | 14 | 058:490 | +9    | 50     |
| 11.                    | Sony Sendai FC                 | 34  | 13 | 5  | 16 | 046:590 | −13   | 44     |
| 12.                    | Sagawa Printing SC             | 34  | 13 | 4  | 17 | 045:570 | −12   | 43     |
| 13.                    | TDK SC (N)                     | 34  | 11 | 9  | 14 | 049:470 | +2    | 42     |
| 14.                    | Gainare Tottori                | 34  | 10 | 9  | 15 | 042:510 | −9    | 39     |
| 15.                    | Mitsubishi Motors Mizushima FC | 34  | 11 | 2  | 21 | 036:530 | −17   | 35     |
| 16.                    | FC Kariya                      | 34  | 8  | 4  | 22 | 036:590 | −23   | 28     |
| 17.                    | FC Ryūkyū                      | 34  | 7  | 6  | 21 | 038:820 | −44   | 27     |
| 18.                    | Arte Takasaki                  | 34  | 1  | 4  | 29 | 017:710 | −54   | 07     |
| Stand: Ende der Saison |                                |     |    |    |    |         |       |        |

Aufstiegsberechtigte Vereine: Gainare Tottori, FC Gifu, Rosso Kumamoto, Tochigi SC
| (N) | Aufsteiger aus der Regionalliga 2006: TDK SC, FC Gifu                             |
| (F) | Fusion aus Sagawa Express Tōkyō SC und Sagawa Express Ōsaka SC: Sagawa Express SC |